# Valter Ferenc
Valter Ferenc (Budapest, 1961–) magyar operaénekes (basszus).

## Életpályája
Ének-zenei tanulmányait magánúton végezte. Énektanárai Bikfalvy Júlia, Czakó Mária, Komlóssy Erzsébet és Nádor Magda voltak. Ausztriában Geszty Sylvia, Olaszországban Ugo Benelli és Nikola Gjuzelev mesterkurzusain vett részt. 1984-87-ig a Honvéd Művészegyüttes Férfikarában énekelt, majd a Budapesti Kamaraoperában kapott feladatokat. 1993-ban az I. Budapesti Nemzetközi Énekversenyen első helyezést ért el Mozart: A varázsfuvola c. opera Sarastro szerepében. Még ebben az évben ezzel a szereppel debütált a Magyar Állami Operaház színpadán, ahol azóta közel negyven szerepet énekelt.  2009-ben megalapította a Göncölszekér Zenés Vándorszínházat (újabb nevén Szent Mihály Szekere Vándorszínház), amely ismeretterjesztő, népművelő és opera népszerűsítő előadásokat tart. 2014-ben az Opera Nagykövete lett.

## Díjai, elismerései
- Juventus–díj,
- Bencze Miklós emlékplakett.

## Főbb fellépései
Operaházi feladatain kívül fellépett többek közt Bach János passiójában, Liszt Szent Erzsébet legendájában, H. Schütz Máté passiójában, Honegger Jeanne d'Arc a máglyán c. oratóriumában, Mosonyi Mihály C-dúr miséjében valamint Erkel Ferenc: István király, Sztravinszkij: A csalogány, és Lendvay Kamilló: A tisztességtudó utcalány című operáiban.

## Főbb szerepei
- Wagner: Parsifal - Gurnemanz
- Wagner: Walkür - Hunding
- Puccini: Turandot - Timur
- Puccini: Tosca - Angelotti
- Charles Gounod: Rómeó és Júlia - Lőrinc barát
- Muszorgszkij: Borisz Godunov - Pimen
- Mozart: A varázsfuvola - Sarastro
- Mozart: Don Giovanni — A kormányzó
- Verdi: Aida - Király
- Verdi: Don Carlos - Fülöp Király
- Ránki György: Pomádé király új ruhája - Pomádé